# Régis Barailla
Régis Barailla, né le 28 août 1933 à Albas (Aude) et mort le 21 septembre 2016 à Narbonne (Aude), est un homme politique français.

## Biographie
Viticulteur, ingénieur agronome, de profession, 
Il est membre du Parti socialiste.

## Mandats

### Mandat parlementaire
- Député de l'Aude (1983→1993)

### Mandats locaux
- Maire de Durban-Corbières (1971→2008)
- Conseiller général du canton de Durban-Corbières (1973→2011)
- Vice-président du conseil général chargé de l'agriculture